# Thorsten Jonsson

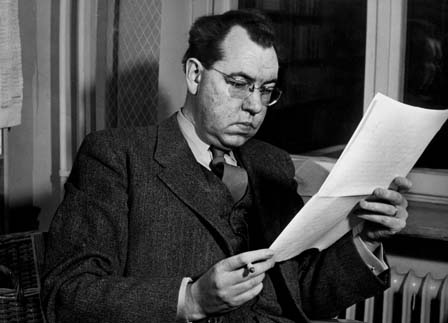
Thorsten Jonsson

Thorsten Jonsson (* 5. April 1910 in Hornsjö, Gemeinde Nordmaling; † 25. April 1950 in Stockholm) war ein schwedischer Journalist, Schriftsteller und Übersetzer.

## Leben und Werk
Thorsten Georg Jonsson studierte an der Universität Stockholm und war anschließend bis 1935 bei der Zeitung Umebladet tätig. Nach seinem Umzug nach Stockholm arbeitete er für die Zeitung Frihet und die Zeitschrift Tiden; er heiratete 1937 und war von 1938 bis 1942 Redakteur des Konversationslexikons beim Bonnier-Verlag. In den Jahren von 1943 bis 1946 war er New York-Korrespondent der schwedischen Zeitung Dagens Nyheter. Anschließend arbeitete er bis zu seinem Tod als Kulturredakteur dieser Zeitung. 40-jährig starb er plötzlich an einem Herzinfarkt.
Jonsson übersetzte Texte von John Steinbeck, William Faulkner und Ernest Hemingway ins Schwedische. Hemingway beeinflusste seinen Schreibstil. Jonsson war ein „Vertreter der sachlichen, realistischen Prosa“, seine Schreibweise war „präzise und einfach“. Manche Themen seiner Novellen basieren auf realen Kriminalfällen, die er während seiner Zeit als Journalist in Umeå kennengelernt hatte und „enthalten wissenschaftlich unterbaute Schilderungen pathologischer Fälle“.
Jonssons wichtigstes Werk ist der Roman Konvoj (1947), der auch ins Deutsche übertragen wurde. Der Titel spielt auf die Schiffe an, die während des Zweiten Weltkriegs in einem militärisch begleiteten Konvoi nach Nordamerika fuhren. Sehr unterschiedliche Menschen verbringen 19 Tage auf See auf dem Schiff „Barama“ inmitten eines Konvois nach Kanada. Darunter befindet sich der von Erinnerungen an die polnische Widerstandsbewegung und Bildern von Vernichtungslagern der Nazis geplagte Borowski. Alle in diesem bunt zusammengewürfelten Haufen haben ihre Geschichten aus dem zerstörten Europa; sie haben Angst vor möglichen Angriffen durch deutsche U-Boote, sie leiden unter der Langeweile an Bord und sorgen sich um die Zukunft, die sie in verschiedene Richtungen auseinanderführen wird.

## Veröffentlichungen

### Schwedische Erstausgaben
- 1933 Utflykt (Lyrik)
- 1938 Som ett träd 1938 (Lyrik)
- 1939 Som det brukar vara (Erzählungen)
- 1941 Fly till vatten och morgon (Erzählungen)
- 1942 Sex amerikaner: Hemingway, Faulkner, Steinbeck, Caldwell, Farrell, Saroyan (Essays)
- 1947 Konvoj (Roman)
- 1949 Mörk sång
- 1950 Dimman från havet (Erzählungen)
- 1951 Synpunkter (Essays)

### Deutschsprachige Ausgabe
- Menschen im Konvoi (Übersetzung: Tabitha von Bonin), Tessloff, Hamburg 1951